# Paulus Potter

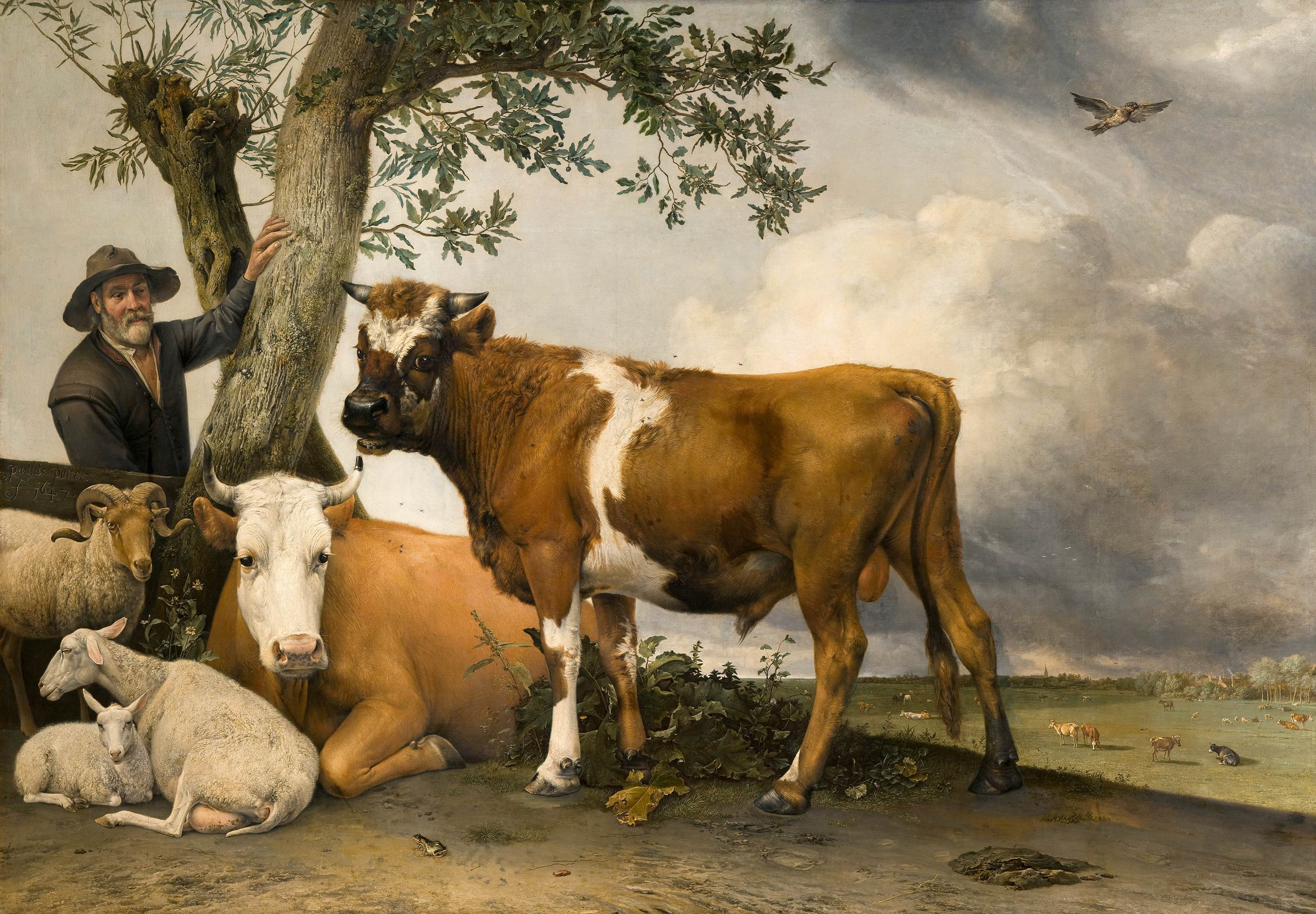
Tjuren

Paulus Potter, döpt  20 november 1625, död 1654, var en holländsk målare som specialiserade sig på djur i landskap. Hans mest berömda målning heter Tjuren (nederländska De Stier). 
Paulus Potter var elev till fadern och verksam i Delft, Haag och Amsterdam. Han blev mest berömd för sina djurframställningar, i allmänhet betande nötboskap, får och hästar. Potter ägnade sina motiv ett kärleksfullt och inträngande studium. Framstående var också hans etsningar, som trots enkel teknik utomordentligt återger den atmosfäriska stämningen och dagrarnas spel. Bland hans målningar märks Den unge tjuren (1647 i Haag), Bondgården (1649, på Eremitaget i Sankt Petersburg), Landskap med kor (1651, National Gallery, London) och Två kor på en höjd (Kunstmuseet, Köpenhamn).

## Eftermäle
Asteroiden 12647 Pauluspotter är uppkallad efter honom.